# Северен лепилемур
Северен лепилемур (Lepilemur septentrionalis) е вид бозайник от семейство Тънкотели лемури (Lepilemuridae). Видът е критично застрашен от изчезване.

## Разпространение и местообитание
Разпространен е в Мадагаскар.